# Russland beim Junior Eurovision Song Contest
Teilnehmende Rundfunkanstalt

Erste Teilnahme
2005
Bisher letzte Teilnahme
2021
Anzahl der Teilnahmen
17 (Stand 2021)
Höchste Platzierung
1 (2006, 2017)
Höchste Punktzahl
202 (2016)
Niedrigste Punktzahl
66 (2005)
Punkteschnitt (seit erstem Beitrag)
110,88 (Stand 2020)
Punkteschnitt pro abstimmendem Land im 12-Punkte-System
6,48 (Stand 2015)
Dieser Artikel befasst sich mit der Geschichte Russlands als Teilnehmer am Junior Eurovision Song Contest.

## Vorentscheide
In bisher jedem Jahr seit 2006 veranstaltete RTR einen Vorentscheid, meist im Juni oder Juli mit ca. 20 Teilnehmern, lediglich 2005 und 2014 wurde intern ausgewählt. Der Vorentscheid für Sofia fand am 25. September 2015 statt. 2016 wird der russische Vorentscheid erstmals nicht in Moskau, sondern in Sotschi stattfinden.

## Teilnahme am Wettbewerb

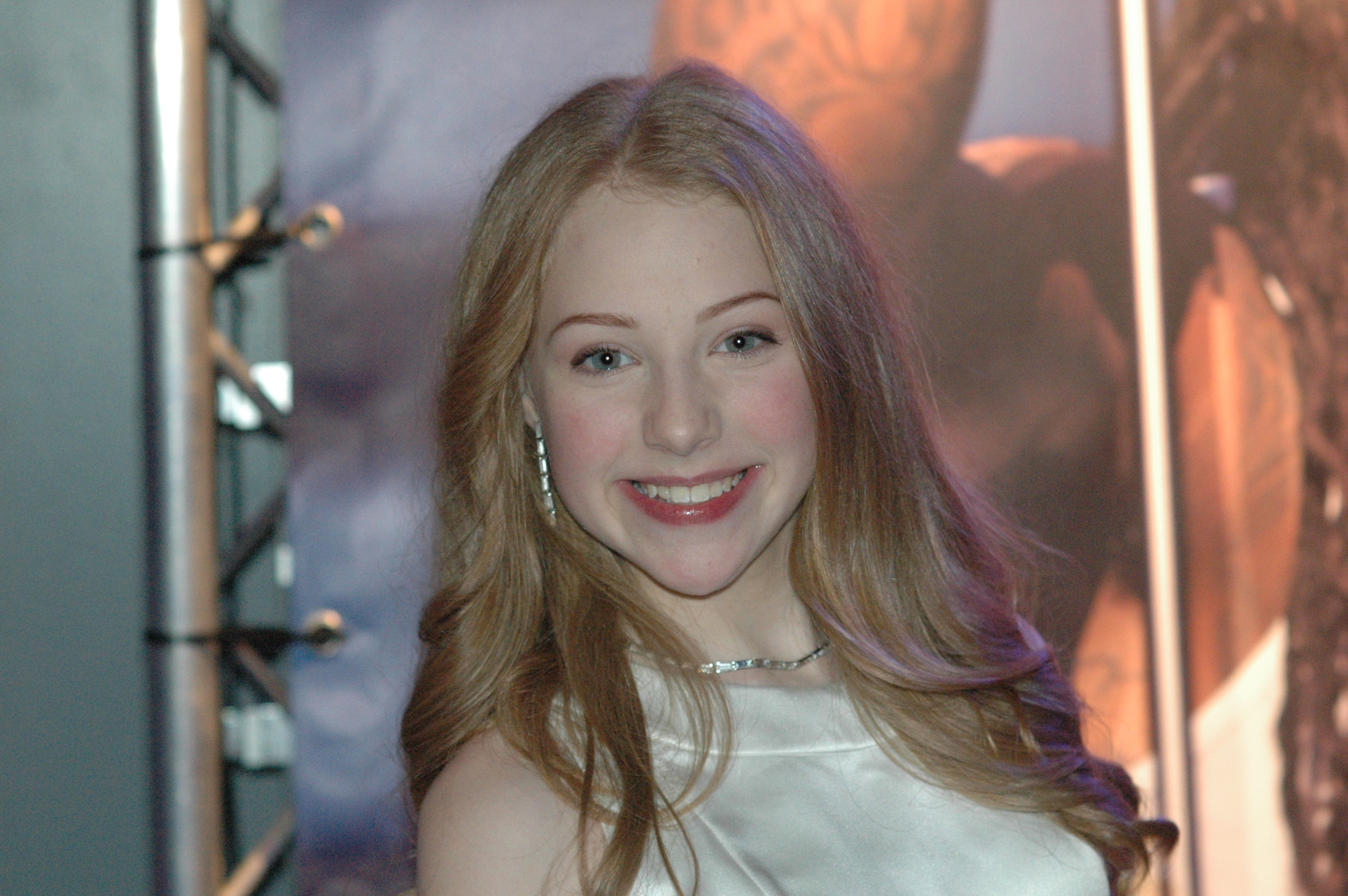
Lerika sang 2011 für Moldawien und 2012 für Russland

2005 nahm man zum ersten Mal teil und seitdem jedes Jahr.
Russlands schlechtestes Ergebnis war lange Zeit der 9. Platz, den man bei der ersten Teilnahme erreichte. Nach dem Sieg 2017 unterbot Russland dieses Ergebnis jedoch zweimal; so landete das Land 2018 auf dem 10. Platz und 2019 nur auf dem 13. Letzteres Ergebnis ist somit Russlands einzige Platzierung außerhalb der Top 10.
2020 erreichte Russland mit Platz 10 zwar wieder die Top 10, da aber nur 12 Länder teilnahmen, war dies Russlands erstes Ergebnis unter den letzten drei.
Die Tolmatschowa-Schwestern, die 2006 für Russland gewannen, vertraten das Land beim Eurovision Song Contest 2014 in Kopenhagen und belegten im Finale den 7. Platz. Sie waren damit die ersten Sieger beim JESC, die zugleich später beim ESC antraten.
Russland zählt mit zwei Siegen, zwei zweiten und drei vierten Plätzen bei neun Teilnahmen zu den erfolgreichsten Ländern beim Wettbewerb, hat ihn bis jetzt allerdings noch nicht ausgetragen. Zudem konnte man von 2005 bis 2017 durchgehend die ersten Zehn erreichen. Seit 2018 erreichte man jedoch nur noch durchschnittliche Ergebnisse beim JESC.

## Liste der Beiträge
| Jahr      | Interpret                                                                     | Titel (Musik / Text)                                                             | Sprache                                                                       | Übersetzung                                                                   | Platz / Teilnehmer (gesamt)                                                   | Punkte                                                                        |
| --------- | ----------------------------------------------------------------------------- | -------------------------------------------------------------------------------- | ----------------------------------------------------------------------------- | ----------------------------------------------------------------------------- | ----------------------------------------------------------------------------- | ----------------------------------------------------------------------------- |
| 2005      | Wladislaw Krutskich Влад Крутских                                             | Doroga k solnzu (Дорога к солнцу) (Wladislaw Krutskich)                          | Russisch                                                                      | Die Straße zur Sonne                                                          | 9 / 16                                                                        | 066                                                                           |
| 2006      | Tolmatschowa-Schwestern Сёстры Толмачёвы                                      | Wessenni Dschas (Весенний джаз) (Anastassija Tolmatschowa & Marija Tolmatschowa) | Russisch                                                                      | Frühlingsjazz                                                                 | 1 / 15                                                                        | 154                                                                           |
| 2007      | Alexandra Golowtschenko Александра Головченко                                 | Otlitschniza (Отличница) (Alexandra Golowtschenko)                               | Russisch                                                                      | Ausgezeichnete Schülerin                                                      | 6 / 17                                                                        | 105                                                                           |
| 2008      | Michail Puntow Михаил Пунтов                                                  | Spit angel (Спит ангел) (Michail Puntow)                                         | Russisch                                                                      | Schlafender Engel                                                             | 7 / 15                                                                        | 073                                                                           |
| 2009      | Jekaterina Rjabowa Екатерина Рябова                                           | Malenki prinz (Маленький принц) (Jekaterina Rjabowa)                             | Russisch                                                                      | Der kleine Prinz                                                              | 2 / 13                                                                        | 116                                                                           |
| 2010      | Alexander „Sascha“ Lasin & Jelisaweta „Lisa“ Drosd Дуэт «Волшебный микрофон»  | Boy And Girl (Бой энд герл) (Sascha Lasin & Lisa Drosd)                          | Russisch                                                                      | Junge und Mädchen                                                             | 2 / 14                                                                        | 119                                                                           |
| 2011      | Jekaterina Rjabowa Екатерина Рябова                                           | Kak Romeo i Dschuljetta (Как Ромео и Джульетта) (Jekaterina Rjabowa)             | Russisch                                                                      | Wie Romeo und Julia                                                           | 4 / 13                                                                        | 99                                                                            |
| 2012      | Lerika Лерика                                                                 | Sensazija (Сенсация) (Lerika)                                                    | Russisch, Englisch                                                            | Sensation                                                                     | 4 / 12                                                                        | 88                                                                            |
| 2013      | Dajana Kirillowa Даяна Кириллова                                              | Metschtai (Мечтай) (Dajana Kirillowa)                                            | Russisch                                                                      | Träume!                                                                       | 4 / 12                                                                        | 106                                                                           |
| 2014      | Alisa Kashaikina Алиса Кожикина                                               | Dreamer (Maxim Fadeew, Alisa Kashaikina, Olga Serjabkina)                        | Russisch, Englisch                                                            | Träumer                                                                       | 5 / 16                                                                        | 96                                                                            |
| 2015      | Michail Smirnow Михаил Смирнов                                                | Mechta (Мечта) (Michail Smirnow, Dimitris Kontopoulos)                           | Russisch, Englisch                                                            | Träumen                                                                       | 6 / 17                                                                        | 80                                                                            |
| 2016      | Sofia Fisenko & Water Of Life Project Софья Фисенко                           | Zhivaya voda (Живая Вода) (Rita Dakota)                                          | Russisch, Englisch                                                            | Wasser des Lebens                                                             | 4 / 17                                                                        | 202                                                                           |
| 2017      | Palina Bogusewitsch Полина Богусевич                                          | Krylya (Крылья) (Palina Bogusewitsch)                                            | Russisch, Englisch                                                            | Flügel                                                                        | 1 / 16                                                                        | 188                                                                           |
| 2018      | Anna Filipchuk Анна Филипчук                                                  | Nepobedimy (Непобедимы) (Taras Demchuk)                                          | Russisch, Englisch                                                            | Unbestreitbar                                                                 | 10 / 20                                                                       | 122                                                                           |
| 2019      | Tatjana Meschentsewa & Denberel Oorsak Татьяна Мезенцева и Денберел Ооржак    | Vremya dlya nas (Время для нас) (Tatjana Meschentsewa, Denberel Oorsak)          | Russisch, Englisch                                                            | Zeit für uns                                                                  | 13 / 19                                                                       | 72                                                                            |
| 2020      | Sofia Feskowa София Феськова                                                  | Moj nowij den (Мой новый день) (Sofia Feskowa, Anna Petrijaschewa, Witali Tomin) | Russisch, Englisch                                                            | Mein neuer Tag                                                                | 10 / 12                                                                       | 88                                                                            |
| 2021      | Tanya Mezhentseva                                                             | Mon Ami (Alexander Brashovyan; Danu Boyan, Dmitriy Korochin, Tanya Mezhentseva)  | Russisch, Französisch, Englisch                                               | Mein Freund                                                                   | 7 / 19                                                                        | 124                                                                           |
| seit 2022 | Keine Teilnahme mehr möglich, da Russland nicht mehr Mitglied in der EBU ist. | Keine Teilnahme mehr möglich, da Russland nicht mehr Mitglied in der EBU ist.    | Keine Teilnahme mehr möglich, da Russland nicht mehr Mitglied in der EBU ist. | Keine Teilnahme mehr möglich, da Russland nicht mehr Mitglied in der EBU ist. | Keine Teilnahme mehr möglich, da Russland nicht mehr Mitglied in der EBU ist. | Keine Teilnahme mehr möglich, da Russland nicht mehr Mitglied in der EBU ist. |

## Punktevergabe
Folgende Länder erhielten die meisten Punkte von oder vergaben die meisten Punkte an Russland:
| Die meisten vergebenen Punkte | Die meisten vergebenen Punkte | Die meisten vergebenen Punkte |
| Platz                         | Land                          | Punkte                        |
| ----------------------------- | ----------------------------- | ----------------------------- |
| 1                             | Belarus                       | 96                            |
| 2                             | Armenien                      | 79                            |
| 3                             | Schweden                      | 62                            |
| 3                             | Ukraine                       | 62                            |
| 5                             | Georgien                      | 60                            |

| Die meisten erhaltenen Punkte | Die meisten erhaltenen Punkte | Die meisten erhaltenen Punkte |
| Platz                         | Land                          | Punkte                        |
| ----------------------------- | ----------------------------- | ----------------------------- |
| 1                             | Belarus                       | 107                           |
| 2                             | Armenien                      | 094                           |
| 3                             | Ukraine                       | 074                           |
| 4                             | Niederlande                   | 052                           |
| 5                             | Belgien                       | 047                           |

Stand: 2014